# Mediodactylus stevenandersoni
Mediodactylus stevenandersoni este o specie de șopârlă din familia Gekkonidae. Este endemică în vestul Iranului.